# Robin (truyện tranh)
Robin là tên của một số nhân vật hư cấu xuất hiện trong truyện tranh được xuất bản bởi DC Comics, ban đầu được tạo ra bởi Bob Kane, Bill Finger và Jerry Robinson, một đối tác của siêu anh hùng Batman của DC Comics. Nhóm của Batman và Robin thường được gọi là Dynamic Duo hoặc Caped Crusaders.
Hóa thân đầu tiên của nhân vật, Dick Grayson, ra mắt trong Detective Comics #38 (tháng 4 năm 1940). Quan niệm như một phương tiện để thu hút các độc giả trẻ, Robin giành được nhiều đánh giá tích cực quan trọng, tăng gấp đôi doanh số bán hàng của truyện tranh liên quan đến Batman. Cuộc phiêu lưu đầu tiên của Robin nằm trong Star Spangled Comics #65-130 (1947-1952), lần đầu tiên miêu tả nhân vật hoạt động solo. Như Robin, Dick Grayson đã xuất hiện thường xuyên trong các truyện tranh liên quan đến Batman và các ấn phẩm khác của DC Comics từ năm 1940 đến đầu những năm 1980 cho đến khi nhân vật đặt sang một bên danh tính Robin và trở thành siêu anh hùng độc lập Nightwing.
Sau sự nghỉ hưu của Dick Grayson như Robin, một phiên bản mới của nhân vật, Jason Todd, xuất hiện lần đầu tiên trong Batman #357 (1983). Nhân vật mới xuất hiện thường xuyên trong các truyện tranh liên quan đến Batman cho đến năm 1988, khi nhân vật này bị ám sát bởi Joker trong A Death in the Family (1989). Jason sau đó tìm thấy mình còn sống sau một sự cố thay đổi thực tại, cuối cùng trở thành Red Hood.
Một loạt truyện hạn chế về Robin được xuất bản vào năm 1991, minh họa hóa thân thứ ba của nhân vật, Tim Drake, đào tạo để trở thành đồng sự tẻ tuổi của Batman. Sau hai phần tiếp theo thành công, loạt truyện Robin đang diễn ra hàng tháng bắt đầu vào năm 1993 và kết thúc vào đầu năm 2009, cũng giúp quá trình chuyển đổi của Robin từ trợ tá trở thành một siêu anh hùng.
Sau khi Tim Drake bị bắt buộc phải từ bỏ việc là Robin bởi cha của anh, bạn gái của Drake, và một nhân vật mà DC Comics thành lập có tên là Stephanie Brown  (còn được biết đến với tên gọi Spoiler) đã trở thành hóa thân thứ tư của Robin và phiên bản nữ đầu tiên của nhân vật. Tuy nhiên, ngay sau khi cô sở hữu được danh hiệu Robin, Stephanie đã bị tước danh tính bởi Batman và dường như bị giết bởi siêu kẻ xấu Black Mask trong truyện đang chéo Batman: War Games (2004). Từ đó nó được tiết lộ rằng cái chết của cô là một mưu mẹo và cô cuối cùng quay trở lại để tiếp tục nhận dạng trước đây của cô trước khi trở thành Batgirl thứ sáu. Sau khi "cái chết" của Stephanie, nhân vật Tim Drake giành lại vai trò cũ của mình như là Robin, Boy Wonder.
Trong tập cuối cùng của Battle for the Cowl, con trai Bruce Wayne, Damian Wayne trở thành Robin mới sau khi giải cứu Tim từ cái chết, với Grayson trở thành Batman mới. Tim Drake sau đó mang danh tính của Red Robin.

## Tiểu sử nhân vật hư cấu
Khoảng một năm sau khi Batman ra mắt, những người sáng tạo Batman là Bob Kane và Bill Finger giới thiệu Robin Hood Wonder Boy trong Detective Comics #38 (1940). Tên "Robin the Boy Wonder " và của trang phục ban đầu kiểu thời trung cổ được lấy cảm hứng từ The Adventures of Robin Hood. Robinson ghi nhận ông "đến với Robin Hood bởi vì The Adventures of Robin Hood được yêu thích vào thời niên thiếu của tôi. Tôi được trao cho một cuốn sách Robin Hood minh họa bởi N. C. Wyeth ... và đó là những gì tôi nhanh chóng phác thảo ra khi tôi đề nghị cái tên Robin Hood, mà dường như họ có vẻ thích, sau đó cho thấy  họ trang phục. Và nếu nhìn vào nó, trang phục của Wyeth, từ bộ nhớ của tôi, bởi vì tôi đã không có cuốn sách để xem xét."  (Sau đó kễ lại nguồn gốc Robin mà trong đó thường nói cái tên Robin từ loài chim cổ đỏ của Mỹ, không phải Robin Hood, All Star Batman and Robin của  Frank Miller là một ngoại lệ đáng chú ý: đôi khi cả hai nguồn gốc đều được ghi nhận, như trong The Untold Legend of the Batman của Len Wein.) Mặc dù Robin thường được biết đến là trợ tá của Batman, các Robin sau này cũng là thành viên của nhóm siêu anh hùng Teen Titans với Robin đầu tiên, Dick Grayson, là một thành viên sáng lập và cũng là lãnh đạo của nhóm và Robin thứ ba, Tim Drake, là thủ lĩnh hiện thời của nhóm.
Trong câu chuyện của Batman, nhân vật của Robin được xem là Watson của Batman bởi Bill Finger, người viết nhiều cuộc phiêu lưu ban đầu của Batman, nói rằng: "Robin was an outgrowth of a conversation I had with Bob. As I said, Batman was a combination of Douglas và Sherlock Holmes. Holmes had his Watson. The thing that bothered me was that Batman didn't have anyone to talk to, and it got a little tiresome always having him thinking. I found that as I went along Batman needed a Watson to talk to. That's how Robin came to be. Bob called me over and said he was going to put a boy in the strip to identify with Batman. I thought it was a great idea."
Các nhân vật hư cấu sau đây đã trở thành Robin vào các thời điểm khác nhau trong dòng sự kiện của DC Universe:

### Dick Grayson
Dick Grayson là một diễn viên nhào lộn 9 tuổi, thành viên trẻ nhất của một gia đình diễn viên xiếc được gọi là "Flying Graysons". Tên gangster Boss Zucco (được xây dựng dựa trên một phần của diễn viên Edward G. Robinson của Little Caesar), đã tống tiền rạp xiếc và giết chết cha mẹ của cậu bé, John và Mary, bằng cách phá hoại của thiết bị đu của họ để cảnh báo những ai dám chống lại hắn.  Batman điều tra vụ án và sử dụng danh tính bí mật của mình là tỷ phú Bruce Wayne để được quyền nuôi dưỡng và bảo hộ Dick. Cùng nhau họ đã điều tra Zucco và thu thập bằng chứng cần thiết để đưa hắn ra trước công lý. Từ lần xuất hiện đầu tiên của mình vào năm 1940 tới năm 1969, Robin được gọi là Boy Wonder. Batman tạo ra một bộ trang phục cho Dick, bao gồm một chiếc áo màu đỏ, áo choàng vàng, găng tay, giày màu xanh lá cây và một thắt lưng đa năng. Khi lớn lên, Dick tốt nghiệp trung học và ghi danh vào Đại học Hudson. Robin vẫn tiếp tục sự nghiệp của mình trong vai trò Teen Wonder, từ năm 1970 tới đầu những năm 1980. Nhân vật này đã được tái phát hiện bởi một thế hệ mới của người hâm mộ trong những năm 1980 bởi vì sự thành công của The New Teen Titans, trong đó Dick rời khỏi cái bóng của Batman và trở thành Nightwing.

### Jason Todd

Bìa của Batman #424 (tháng 10 năm 1988). Vẽ viết chì bởi Mark Bright.

DC ban đầu do dự khi biến Grayson thành Nightwing và thay thế anh với một Robin mới. Để giảm thiểu sự thay đổi, họ tạo ra Robin mới, Jason Peter Todd, xuất hiện lần đầu tiên  trong Batman #357 (năm 1983), và xây dựng cậu giống như người tiền nhiệm. Như Dick Grayson, Jason Todd là con trai của một diễn viên nhào lộn bị một tên tội phạm ám sát (trong thời gian này là kẻ thù của Batman, Killer Croc), và sau đó được nhận nuôi bởi Bruce Wayne. Trong hóa thân này, cậu có mái tóc đỏ và là một cậu bé vui vẻ, mặc trang phục diễn xiếc của mình để chống lại tội phạm đến khi Dick Grayson cho cậu một bộ độ Robin của riêng mình. Tại thời điểm đó, cậu nhuộm tóc thành màu đen. Sau loạt truyện ngắn Crisis on Infinite Earths, phần lớn dòng liên tục của DC Comics được làm lại. Nguồn gốc của Dick Grayson, những năm với Batman, và hóa thành Nightwing chủ yếu không thay đổi, nhưng Jason Todd đã được sửa đổi hoàn toàn. Lúc này cậu là một đứa trẻ mồ côi đường phố có mái tóc đen, lần đầu tiên gặp phải Batman khi đang cố gắng ăn cắp lốp xe của chiếc Batmobile. Batman do đó đưa cậu vào một trường học cho thanh thiếu niên gặp khó khăn. Vài tuần sau, sau khi Dick Grayson đã trở thành Nightwing và Todd đã chứng minh khả năng của mình bằng cách giúp Batman bắt một băng cướp, Batman giao cho Todd vị trí Robin. Người đọc không bao giờ thực sự gắn bó với Todd và, vào năm 1988, DC đã có một quyết định gây tranh cãi cho độc giả bằng cuộc thăm dò sử dụng một dòng số 1-900 để quyết định có hay không việc Todd bị giết. Sự kiện này đã được các phương tiện truyền thông chính thống chú ý nhiều hơn bất kỳ trường hợp truyện tranh trước đó. Một số cộng đồng truyện tranh lầm tưởng rằng DC đã giết chết Dick Grayson, không nhận ra anh đã được thay thế. Độc giả bình chọn "có" bởi một biên độ rất nhỏ (5343- 5271) và Todd sau đó đã bị ám sát bởi Joker trong truyện A Death in the Family, trong đó tên hề tâm thần đánh bại Todd và bỏ cậu trong một nhà kho với một quả bom. Jason Todd sau đó trở về trong lốt Red Hood mới (bí danh gốc của Joker) khi anh được đưa trở lại cuộc sống do thực tế bị thay đổi. Một năm sau các sự kiện của Infinite Crisis, Todd giả vờ làm Nightwing, nhưng sau đó trở lại làm Red Hood. Trong loạt truyện Countdown to Final Crisis, trong một thời gian ngắn anh trở lại làm Red Robin sau khi gặp gỡ phiên bản Earth 51 của Batman trong suốt cuộc hành trình của mình trong đa vũ trụ với Donna Troy, Kyle Rayner, và Monitor. Sau khi trở về chiều không gian của mình, anh đã từ bỏ lớp vỏ Red Robin  và trở lại vai trò cũ là một kẻ xấu tàn nhẫn. Sau cái chết của Bruce Wayne trong Final Crisis, Todd đã cố gắng để chiếm đoạt "Danh hiệu Batman" bằng cách chiến đấu với Tim Drake và Dick Grayson trong Battle for the Cowl. Jason buộc Tim phải từ bỏ danh hiệu Robin sau khi làm cậu bị thương nặng, nhưng sau đó lại bị Dick đánh bại. Dick sau đó đảm nhận vai trò của Batman với Damian, con ruột của Bruce Wayne, trở thành Robin mới. Todd sau đó trở về làm Red Hood với trợ tá riêng của mình là Scarlett. Cả hai bắt đầu một chiến dịch công cộng để làm mất uy tín của Batman và Robin, nhưng Jason lại bị lật tẩy và bị bắt giữ bởi Sở Cảnh sát thành phố Gotham sau một cuộc chiến với lính đánh thuê Flamingo.

### Tim Drake
DC Comics không chắc chắn về quyết định của người đọc về việc giết Todd, tự hỏi nếu họ cảm thấy Batman có phải là một anh hùng đơn độc, hoặc họ đặc biệt không thích Todd, hoặc chỉ muốn để xem nếu DC thực sự sẽ giết chết nhân vật. Ngoài ra, việc phim Batman năm 1989 không có Robin đã cho DC một lý do để giữ nhân vật ra bên ngoài loạt truyện tranh cho mục đích tiếp thị. Bất chấp điều này, người biên tập Batman là Denny O'Neil đã giới thiệu một Robin mới. Robin thứ ba, Timothy Drake, lần đầu tiên xuất hiện trong một đoạn hồi tưởng trong Batman #436 (1989). Drake là một chàng trai trẻ, người đã theo sát những cuộc phiêu lưu của Batman và Robin kể từ khi chứng kiến cái chết của Flying Graysons. Điều này là sự kết nối của Drake với Grayson, một liên kết mà DC hy vọng sẽ giúp độc giả chấp nhận Robin mới. Drake phỏng đoán danh tính bí mật của Dynamic Duo với kỹ năng thám tử nghiệp dư, nhưng đã theo dõi chặt chẽ sự nghiệp của họ. Tim đã tuyên bố nhiều lần rằng anh muốn trở thành "Thám tử vĩ đại nhất của thế giới", một danh hiệu đó thuộc về Kỵ sĩ Bóng đêm. Chính Batman đã tuyên bố rằng một ngày nào đó Drake sẽ vượt qua mình. Mặc dù kỹ năng chiến đấu của Tim không bằng Dick (mặc dù có một số điểm tương đồng rằng cả Tim và Dick đều giỏi hơn nhiều so với Jason), kỹ năng trinh thám cậu cũng đủ để bù đắp vào. Ngoài ra, Batman cung cấp cho cậu với một bộ trang phục bọc thép mới bao gồm cả quần dài để Tim được bảo vệ kỹ hơn. Drake là Robin đầu tiên có loạt truyện tranh của riêng mình, nơi anh tự mình chiến đấu chống tội phạm. Tim Drake, trong vai trò Robin, cũng là người đồng thành lập nhóm siêu anh hùng Young Justice sau sự tan rã của Teen Titans thuộc thế hệ của Dick Grayson, nhưng sau đó hình thành lại Teen Titans sau khi Young Justice giải tán sau một loạt các sự kiện mà trong đó có Donna Troy bị giết. Tim từng là lãnh đạo phiên bản này của Titans cho đến năm 2009, lúc anh dời khỏi nhóm do các sự kiện của Batman R.I.P. Sau các sự kiện của Infinite Crisis và 52, Tim đã thay đổi màu sắc trang phục Robin của mình để chỉ đơn giản là màu đỏ và đen để vinh danh người bạn thân nhất của mình, Superboy (Kon-El), người đã chết khi chống lại Superboy của Earth-Prime. Sau sự biến mất của Batman sau các sự kiện của Final Crisis và Battle For The Cowl cùng với con trai Damian của Batman trở thành Robin của Grayson, Tim hiện mang danh tính của Red Robin.

### Stephanie Brown

Quảng cáo nghệ thuật Robin (vol. 2) #126 (tháng 7 năm 2004) cover. Vẽ bởi Damion Scott.

Stephanie Brown, bạn gái của Tim Drake và một anh hùng trước đây có tên là Spoiler, tình nguyện đảm nhận vai trò của Robin sau khi Tim từ chức. Batman sa thải cô bé Girl Wonder này vì không tuân theo lệnh của anh vào hai lần riêng biệt. Stephanie sau đó lấy trộm một kế hoạch chưa hoàn thành của Batman để kiểm soát tội phạm của Gotham và thực thi nó. Để chứng minh sự xứng đáng của mình, Brown vô tình tạo ra một cuộc chiến tranh băng đảng trên đường phố Gotham. Trong khi cố gắng để giúp chấm dứt cuộc chiến, Brown đã bị bắt và bị tra tấn bởi trùm tội phạm Black Mask. Cô trốn thoát nhưng chết ngay sau đó do mức độ nghiêm trọng của vết thương. Tim Drake giữ một đài tưởng niệm cho cô trong nơi ẩn náu của mình bên dưới Titans Tower ở San Francisco. Gần đây cô có vẻ còn sống, rình rập Tim kể từ khi anh trở về từ chuyến du hành trên toàn cầu với người thầy của mình, dẫn vào các câu hỏi liệu cô ấy thực sự đã chết lúc dầu  Sau khi tiết lộ rằng Tiến sĩ Leslie Thompkins đã giả mạo cái chết của cô sau cuộc chiến băng đảng trong một nỗ lực để bảo vệ cô. Cô hiện đang đảm nhận vai trò Batgirl.

### Damian Wayne

Damian Wayne là Robin. Quảng cáo nghệ thuật cho Batman and Robin (vol. 1) #1 (tháng 6 năm 2009). Vẽ bởi Frank Quitely.

Damian Wayne là con của Batman và Talia al Ghul, do đó là cháu ngoại của tên khủng bố bất tử Ra's al Ghul. Batman không hề biết về sự tồn tại của con trai mình trong nhiều năm cho đến khi Talia giao Damian cho anh chăm sóc. Damian có tính hiếu chiến, thiếu kỷ luật và vô đạo đức, từng được huấn luyện bởi League of Assassins. Vì đã học cách giết người khi còn rất nhỏ, hành động của Damian tạo ra một mối quan hệ rắc rối với cha mình, người đã tuyên bố sẽ không bao giờ lấy đi một mạng sống. Damian vốn được sắp đặt để trở thành vật chứa cho linh hồn của ông ngoại mình cũng như con cờ là chống lại The Dark Knight, Batman đã cứu con của mình thoát khỏi số phận này và buộc Ra's phải sống trong cơ thể của con trai của hắn. Sau cái chết của Batman trong Final Crisis, Talia để Damian trong sự chăm sóc của Dick Grayson và Alfred Pennyworth và khiến cho Damian bị ảnh hưởng sâu sắc bởi sự vắng mặt của cha mình. Trong số đầu tiên của "Battle for the Cowl", Damian đang lái chiếc Batmobile thì bị tấn công bởi Poison Ivy và Killer Croc. Nightwing giải cứu Damian, sau đó cố gắng trốn thoát thì lại bị bắn bởi người của Black Mask. Nightwing cố gắng chống lại bọn côn đồ, nhưng chúng lại bị Jason Todd bắn. Sau một cuộc chiến giữa hai cựu Robin, Jason bắn vào ngực Damian. Trong số cuối cùng của loạt truyện Alfred biến Damian trở thành Robin. Nhiệm vụ đầu tiên của Damian trong lốt Robin là để giải cứu Tim. Sau  Battle for the Cowl, Dick Grayson đã chính thức trở thành Batman, và thay vì để Tim (người được anh đối xử ngang hàng chứ không phải chỉ xem như phụ tá) trở lại làm Robin, anh đã giao vai trò này cho Damian vì cảm thấy cậu cần nhận được sự huấn luyện mà đáng lẽ cha ruột cậu sẽ đảm nhận.

## Các phiên bản khác

### Earth-Two Bruce Wayne
Một câu chuyện về Batman từ những năm 1950 minh họa Bruce Wayne trẻ tuổi giả định bản sắc của Robin, hoàn thành với trang phục ban đầu, để tìm hiểu những điều cơ bản của công việc thám tử từ một thám tử nổi tiếng tên là Harvey Harris. Mục đích của danh tính bí mật để ngăn chặn Harris biết về động lực thực sự của Wayne, có thể dẫn đến việc vị thám tử cố gắng ngăn cản cậu bé theo đuổi nỗi ám ảnh của mình. Câu chuyện này sau đó đã được sửa đổi, bổ sung vào những năm 1980 để chỉnh sửa bất kỳ tài liệu tham khảo đến Bruce Wayne kể về việc anh tự gọi mình là "Robin" hoặc mang bất kỳ trang phục trước khi mặc trang phục Batman của mình như một người lớn. John Byrne sau đó làm việc trên khía cạnh này vào câu chuyện không kinh điển Superman & Batman: Generations.
Sau Crisis, có một trường hợp khi Bruce Wayne đã thông qua tính cách Robin. Trong Batboy & Robin, một tập đặc biệt liên quan đến cốt truyện Sins of Youth của DC Comic, Bruce và Tim Drake, Robin thứ ba, có độ tuổi của họ bị chuyển đổi một cách kỳ diệu. Trong một nỗ lực để theo kịp những ảo ảnh của Batman, Bruce đã cho Tim thông qua bản sắc của Batman trong khi anh buộc phải là Robin.

### Earth-Two Robin

Pre-Crisis Earth-Two Robin.

Trên Earth-Two, nhà của các phiên bản Golden Age của các siêu anh hùng DC, Dick Grayson tiếp tục là Robin ngay cả khi trưởng thành, không có người kế tục, và ngay cả sau cái chết của Batman. Các đồng minh của anh bao gồm cả All-Star Squadron cùng với Batwoman và Flamebird. Anh trở thành một thành viên của Justice Society of America trong Justice League of America #55.
Trong những năm sau này của anh, anh đã thông qua một cái nhìn giống Batman trong một thời gian, và trong những năm 1960 đã trở thành một luật sư và đại sứ Nam Phi. Mặc dù đang ở giai đoạn nửa về hưu, anh được gọi trở lại hoạt động thi hành công vụ khi tái gia nhập Justice Society trong thời gian khi Power Girl và Star-Spangled Kid cũng hỗ trợ họ.
Anh dường như đã qua đời trong bộ phim truyền hình ngắn năm 1985 Crisis on Infinite Earths, trong đó Đa vũ trụ DC đã được giảm xuống thành một Vũ trụ, và phiên bản này của Grayson, cũng như Earth-Two Batman, được coi là không bao giờ tồn tại. Tuy nhiên, sau khi các sự kiện của 52, (trong đó 52 Vũ trụ mới đã được giới thiệu) dường như là Earth-2 mà trong đó, Robin sống sót, nâng cao lý thuyết là có hay không việc Earth-2 thực sự bị phá hủy, hoặc có lẽ là thay thế bằng một Earth-2 mới. Trong Justice Society of America Annual #1, được công bố vào mùa hè năm 2008, Silver Scarab giải thích rằng các sự kiện của Crisis được ghi nhớ bởi những người trên Earth-2 này, và từ quan điểm của họ, Earth-2 dường như là Trái đất duy nhất  đã sống sót qua Crisis. Certainly Robin, The Huntress, và các thành viên Justice Society của họ còn sống và xuất hiện chính xác giống như những người trước Crisis, (xem 52 dưới đây).
Thật vậy, trong Justice Society of America #20,, (tháng 12 năm 2008), Starman giải thích rằng trong việc mở rộng lại Đa vũ trụ DC, Earth-2 được tái sinh "... cùng với tất cả mọi người trên đó", bao gồm Robin.

### Carrie Kelly
Trong câu chuyện không kinh điển The Dark Knight Returns của Frank Miller, vai trò của Robin được lấp đầy bởi Carrie Kelly, một cô bé 13 tuổi. Cô trở thành Robin, và được chấp nhận bởi Batman sau khi cô cứu mạng ông. Không giống như các Robins trước, Carrie không phải là một đứa trẻ mồ côi, nhưng cô ấy dường như có cha mẹ không bao giờ được đầy đủ mô tả (một trong số họ nói "Không phải chúng ta có một đứa trẻ?" trong khi con gái của họ đang theo dõi trận chiến khốc liệt giữa Batman và Mutant.  Cô là Robin nữ đầu tiên  và là Robin đầu tiên có cha mẹ vẫn còn sống. Trong phần tiếp theo, Batman: The Dark Knight Strikes Again, 2001, Carrie mang bản sắc 'Catgirl nhưng vẫn hoạt động như chỉ huy thứ hai của Batman.
Cô cũng được đặc trưng trong một tập phim Batman: The Animated Series mang tên Legends of the Dark Knight, cô là một cô gái tóc đỏ đeo kính trong tập phim. Và cô là Robin trong câu chuyện thứ hai của tập phim mà trong đó cô nói rằng Robin cũng tóc đỏ và mặc kính mát màu xanh lá cây.

### 52
Trong số cuối cùng của 52, một Đa vũ trụ mới được tiết lộ, ban đầu bao gồm 52 thực tại giống hệt nhau. Trong số những thực tại song song đó có một cái được chỉ định là  "Earth-2". Như một kết quả của việc Mister Mind "ăn" các khía cạnh của thực tại này, thực tại này có các khía cạnh hình ảnh tương tự với Earth-2 trước Crisis, bao gồm cả Robin giữa các nhân vật khác của Justice Society of America.
Căn cứ vào ý kiến của Grant Morrison, vũ trụ thay thế này không phải là Earth-2 trước Crisis. Tuy nhiên, trong Justice Society of America Annual #1, được công bố vào mùa hè năm 2008, Silver Scarab giải thích rằng các sự kiện của Crisis được nhớ của người dân của Earth-2, và từ quan điểm của họ, Earth-2 dường như là Trái đất duy nhất đã sống sót qua Crisis, nâng cao lý thuyết là có hay không việc Earth-2 đã thực sự bị phá hủy, hoặc có lẽ bị thay thế bởi Earth-2 mới. Thật vậy, trong Justice Society of America #20, được công bố trong tháng 12 năm 2008, Starman giải thích rằng trong sự mở rộng lại Đa vũ trụ DC, Earth-2 được tái sinh "cùng với tất cả mọi người trên đó," bao gồm Robin.

## Truyện ngắn về Robin
Loạt truyện ngắn đầu tiên của Robin đã được in vào năm 1992 sau khi Tim Drake trở thành Robin. Loạt truyện tập trung vào sự tiếp tục đào tạo của Tim và thiết lập sự liên quan của các nhân vật phản diện đến nhân vật. Nó đã được tiếp nối bởi loạt truyện Robin II: Joker's Wild kể về việc Tim chống lại kẻ đã giết Robin tiền nhiệm là Joker. Với Batman ra khỏi thành phố, Tim và Alfred phải chấm dứt chuỗi phạm tội  mới nhất của Joker. Một loạt truyện ngắn cuối cùng, Robin III: Cry of Huntress, Tim hợp tác với Huntress. Năm 1993, sự thành công của 3 loạt truyện ngắn đã dẫn đến một loạt truyện Robin kéo dài cho đến năm 2009. Tiêu đề này được thay thế bởi loạt truyện Batman and Robin tiếp tục cho Battle for the Cowl, cũng như Red Robin đang diễn ra hàng tháng mà vẫn tiếp tục câu chuyện của Tim Drake.
Loạt truyện Robin đang diễn ra đã tham gia trong một số crossover với các truyện tranh khác, đặc biệt là Batman và hàng loạt truyện có liên quan. Chúng bao gồm:
- Robin #1: Knightquest: The Crusade
- Robin #7: Knightquest: The Search
- Robin #8: KnightsEnd
- Robin #9: Knightfall: Aftermath
- Robin #10–13: Prodigal
- Robin #14: Troika
- Robin #27–28: Batman: Contagion
- Robin #32–33: Batman: Legacy
- Robin #52–53: Batman: Cataclysm
- Robin #67–73: Batman: No Man's Land
- Robin #86: Batman: Officer Down
- Robin #95: Joker: The Last Laugh
- Robin #98–99: Bruce Wayne: Murderer?
- Robin #129–131: Batman: War Games
- Robin #168–169: The Resurrection of Ra's al Ghul
- Robin #175–176: Batman R.I.P.

## Đánh giá
Theo Entertainment Weekly, Robin là một trong những "trợ tá vĩ đại nhất".

## Robin trong các phương tiện truyền thông khác

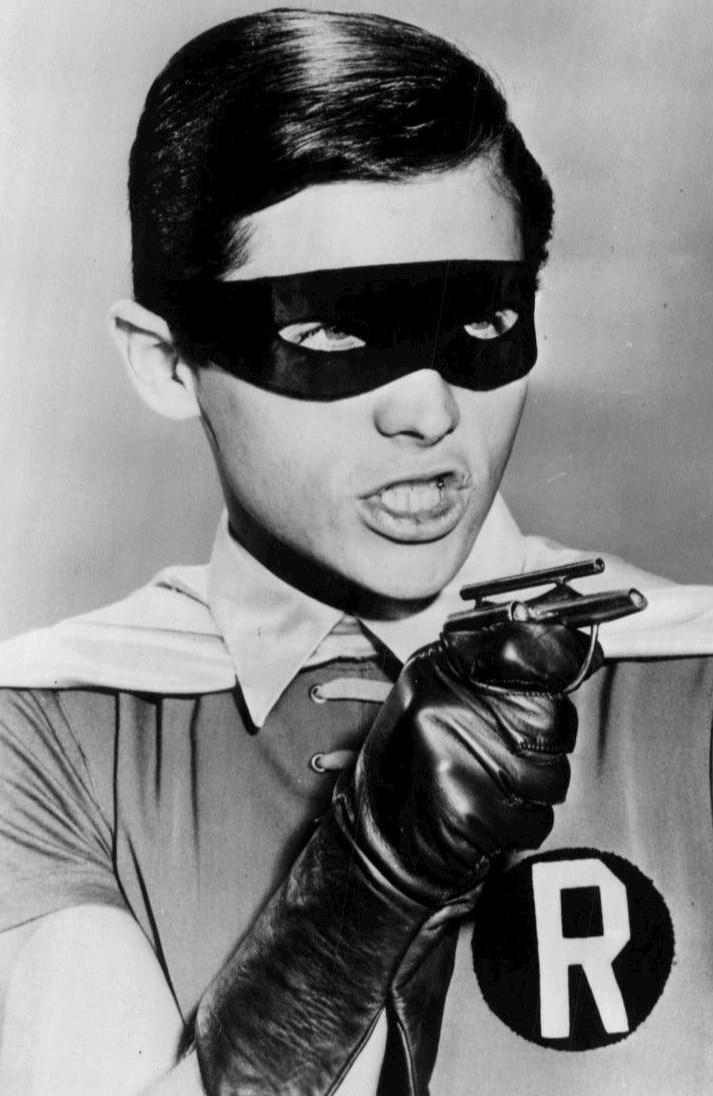
Robin

Robin (Dick Grayson) được mô tả bởi Douglas Croft và Johnny Duncan trong 15 chương Batman của loạt nối tiếp Batman giữa năm 1943 và 1949. Burt Ward đóng vai nhân vật trong Batman 1966-1968 và  bộ phim liên quan 1966. Trong hai phim live-action Batman Forever và Batman & Robin, Robin được đóng bởi Chris O'Donnell.
Phiên bản Dick Grayson của Robin cũng xuất hiện trong Batman: The Animated Series, lồng tiếng bởi Loren Lester. Grayson được thay thế bởi Tim Drake, đóng bởi Mathew Valencia, trong loạt phim tiếp theo là The New Batman Adventures.
Loạt phim hoạt hình Teen Titans có tính năng Robin (lồng tiếng bởi Scott Menville) là người lãnh đạo của một nhóm các anh hùng trẻ tuổi; nó gợi ý rằng Robin là Dick Grayson. Trong mùa hai của loạt phim, tập mười một, "Fractured", giới thiệu một phiên bản của Bat-Mite, người tuyên bố rằng mình là anh bạn DNA của Robin (di truyền sinh đôi) và mang biệt danh "Larry" bởi Beast Boy, sau khi Larry đã cho đội tên thật của mình, Nosyarg Kcid hoặc Dick Grayson đánh vần ngược. Điều này được tiếp tục hỗ trợ trong một tập phim mà trong đó Starfire đi đến tương lai, và Robin mang nhân dạng của Nightwing. IMDB liệt kê danh tính bí mật của Robin trong hoạt hình là Dick Grayson.
Robin cũng được nhìn thấy trong chương trình hài năm 1987 là Zeller's, với khẩu hiệu nổi tiếng, "Well said, Robin!".

## Ảnh hưởng trong văn hóa đại chúng
Năm 2008, Robin phiên bản Tim Drake xếp thứ 68 trong danh sách "200 nhân vật truyện tranh vĩ đại nhất mọi thời đại" ("200 Greatest Comic Book Characters of All Time") của tạp chí Wizard. IGN cũng xếp Robin phiên bản Tim Drake vị trí thứ 32 trong danh sách "Top 100 siêu anh hùng mọi thời đại trong thế giới truyện tranh" ("Top 100 Comic Book Heroes of All Time") năm 2011.